# Eiffage Concessions
 (août 2024).
Si vous disposez d'ouvrages ou d'articles de référence ou si vous connaissez des sites web de qualité traitant du thème abordé ici, merci de compléter l'article en donnant les références utiles à sa vérifiabilité et en les liant à la section « Notes et références ».
Eiffage Concessions gère l’exploitation d’autoroutes et d’infrastructures, notamment le Viaduc de Millau.
Depuis 7 ans, Eiffage a beaucoup investi dans ce secteur : le Viaduc de Millau, LGV Perpignan-Figueras, l’autoroute à péage virtuel Norscut au Portugal. Les concessions génèrent des revenus récurrents pour le groupe, mais aussi de l’activité pour les branches travaux (ex : Appia et Eiffage Construction étaient titulaires du marché de l’autoroute de Norscut.).
Le 14 décembre 2005, le gouvernement français a annoncé son intention de céder la totalité de ses actions dans le groupe APRR à un consortium composé d’Eiffage et de Macquarie.
En 2020, Eiffage Concession emporte un contrat pour un gros projet autoroutier en Allemagne.

## Au portugal

### Autoroute Interior Norte
En 2000, Eiffage a remporté le contrat pour le financement, la conception, la construction, l’exploitation et la maintenance de l’autoroute A24 Interior Norte qui s’étend sur 155  km et comprend 22 échangeurs et 4 aires de services reliant les villes de Viseu et Chaves, cette nouvelle infrastructure permet un accès direct à l’Espagne. L'auroroute traverse la région du vignoble de Porto, et comporte des viaducs et tunnels, soit 34 ouvrages d'art. L'ouvrage est mis en service en juin 2007 et porte sur une concession de 30 ans.
Financement : 665 M € de dette (4 banques commerciales et la Banque Européenne d’Investissement) et 78 M € d’apport en fonds propres.

## En France

### Tunnel Prado Sud
Eiffage, en association avec Vinci, a remporté en 2008 le contrat de financement, conception, construction, exploitation et maintenance du tunnel Prado Sud. Ce tunnel, long de 1 400 m, à deux niveaux de circulation unidirectionnels et à péage, relie le tunnel Prado Carénage, l’autoroute A50 et la voirie locale à l’avenue du Prado 2 au nord et au boulevard Michelet au sud.
L’objectif du projet est de désenclaver les quartiers sud de Marseille, de limiter les flux d’automobiles en surface et de libérer de l’espace aux piétons et autres cyclistes tout en contribuant à la réduction de la pollution.
Financement : 152 M € de dette (3 banques commerciales), 41 M € d’apport en fonds propres et 10 M € de concours publics.